# F.-C.-Weiskopf-Platz
Der F.-C.-Weiskopf-Platz ist ein nach dem Schriftsteller Franz Carl Weiskopf (1900–1955) benannter Platz im Dresdner Stadtteil Plauen. Ab 1895 planmäßig errichtet ersetzt er seitdem das frühere dörfliche Zentrum des Plauener Oberdorfs und ist seitdem auch ein Knotenpunkt für den Straßenverkehr und den ÖPNV im Dresdner Südwesten.

## Lage und Gestaltung
Der F.-C.-Weiskopf-Platz befindet sich nordwestlich der Kreuzung von Chemnitzer/Coschützer Straße und Nöthnitzer Straße. Er ist auf allen Seiten von Straßen umgeben, die mit Ausnahme der Ostseite (Chemnitzer Straße) auch den Straßennamen F.-C.-Weiskopf-Platz tragen. Die von den umlaufenden Straßen eingegrenzte Fläche ist im Ostteil begrünt, im Westteil befindet sich eine befestigte Fläche rund um den Müllerbrunnen. Diese innere Fläche misst in etwa 20 × 60 Meter, während die Fläche zwischen den Randbebauungen rund 45 × 100 Meter groß ist.
Neben Chemnitzer, Coschützer und Nöthnitzer Straße, die sich auf der Ostseite des Platzes befinden, werden gegenüberliegend die Straße Altplauen, die Müllerbrunnenstraße und die Klingenberger Straße angeschlossen.

## Geschichte
Bis Ende des 19. Jahrhunderts befanden sich auf dem heutigen Platz die Gebäude des Plauener Oberdorfes, südwestlich des heutigen Platzes der Dorfteich des Plauener Oberdorfes, ein Regenwassertümpel. Er wurde 1875 verfüllt, was inzwischen auch aus hygienischen Gründen erforderlich war. Ab 1895 wurde der Platz planmäßig angelegt und mit repräsentativen Bauten im Historismus umbaut. Das markanteste Gebäude am neuen Platz war das bereits 1894 fertiggestellte Rathaus Plauen der damals noch selbständigen Gemeinde vor den Toren Dresdens. Den Bauplatz für das Rathaus hatte der Mühlenbesitzer Bienert der Gemeinde geschenkt. Dieser Bau gab dem 1897 geschaffenen eigentlichen Platz auch seinen ersten Namen Rathausplatz.
Im Jahr 1902 schuf das Architekturbüro Lossow & Viehweger in Zusammenarbeit mit dem Plauener Bildhauer Robert Henze den Müllerbrunnen für die Westseite des Platzes. Nachdem Plauen zum Jahresbeginn 1903 ein Stadtteil Dresdens wurde, erhielt der am Ende der Chemnitzer Straße gelegene Rathausplatz 1911 den neuen Namen Chemnitzer Platz.

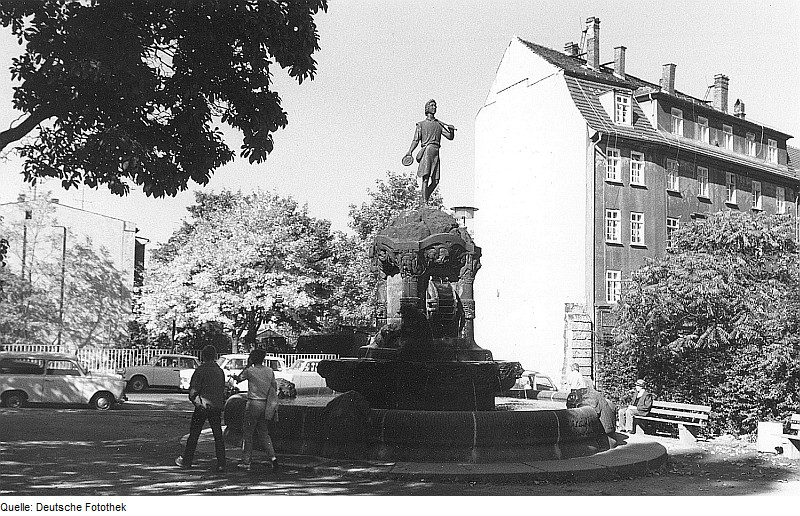
Der Platz mit dem Müllerbrunnen im Jahr 1986

Die erste Straßenbahnlinie verkehrte – zunächst als Pferdebahn – ab 1873 zunächst eingleisig vom Böhmischen Bahnhof über die Chemnitzer Straße (heutiger Straßenzug Budapester/Chemnitzer Straße) bis in Höhe des späteren Rathausplatzes (Westendschlößchen). 1880 wurde die Strecke über die Falkenbrücke bis zum Postplatz verlegt, im Juli 1890 elektrifiziert und 1894 wurde sie in Plauen zweigleisig ausgebaut (im Zusammenhang mit der Pflasterung der Chemnitzer Straße). 1897 wurde die Strecke aus der Chemnitzer Straße bis zum Plauenschen Ring verlängert. Ab 1909 wurde der Rathausplatz dann zum Endpunkt einer zweiten Straßenbahnlinie, der verlängerten Strecke von der Bernhardstraße bis zum Rathaus Plauen. 1927 wurde sie verlängert vom Rathaus Plauen bis zum Endpunkt Habsburgerstraße an der seit 1902 bestehenden Strecke der Plauenschen Grundbahn an der Tharandter Straße und der Chemnitzer Platz somit zu einem Kreuzungspunkt. 1927 wurde ebenfalls die Straßenbahnstrecke vom Plauenschen Ring nach Coschütz verlängert.
Die Luftangriffe im Zweiten Weltkrieg zerstörten Teile der Bebauung des Chemnitzer Platzes. Um Schienen zur Reparatur anderer zerstörter Strecken zu gewinnen, wurden die Linien in der Nöthnitzer und der Chemnitzer Straße nicht wieder in Betrieb genommen und die Gleise ausgebaut. Um dennoch eine Anbindung des Streckenastes nach Coschütz zu gewährleisten, wurde eine eingleisige Verbindung vom Plauenschen Ring (Ecke Coschützer Straße, d. h. südlich des Platzes) durch die Reckestraße bis zur Straße Altplauen neu verlegt, um so eine Anbindung von Coschütz aus an die Plauensche Grundbahn herzustellen (1998 stillgelegt).
Im Jahr 1953 erhielten sowohl Chemnitzer Straße als auch Chemnitzer Platz den Namen des Schriftstellers Franz Carl Weiskopf, der von 1953 bis zu seinem Tod 1955 Vorstand des Deutschen Schriftstellerverbandes in der DDR war. Die Stadt Chemnitz war im gleichen Jahr in Karl-Marx-Stadt umbenannt worden.
Nach 1990 erhielt die Chemnitzer Straße ihren früheren Namen zurück, der F.-C.-Weiskopf-Platz behielt den Namen.

## Bebauung

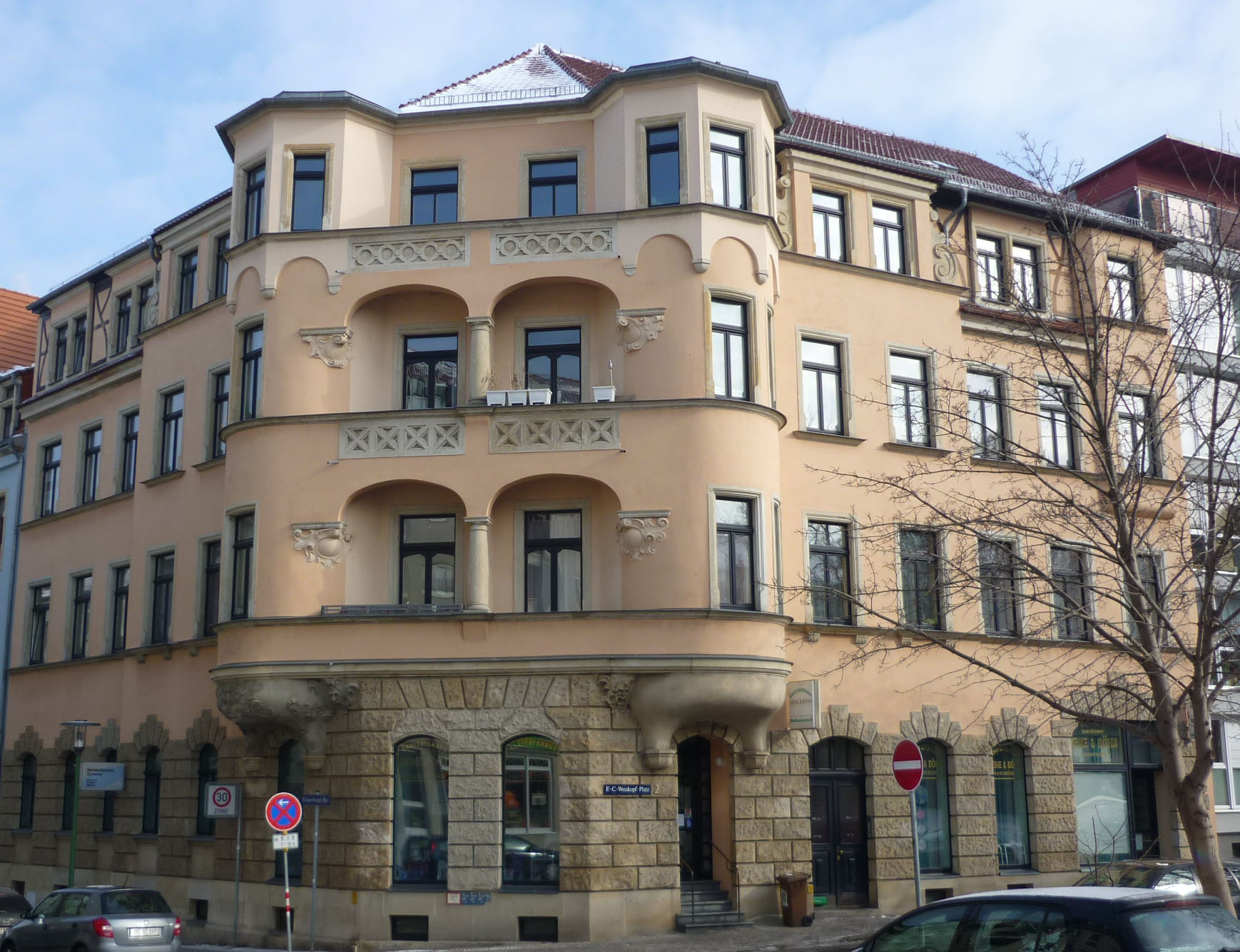
Mietshaus F.-C.-Weiskopf-Platz 2. Etwa an dieser Stelle lag bis 1896 das Freigut.

Vor der Anlage des Platzes in seiner heutigen Form befand sich dort das Oberdorf von Plauen. An der Einmündung der heutigen Klingenberger Straße stand ein Freigut von 1608 samt einiger Gehöfte. Gegenüber lag eine Schmiede. Direkt auf dem Platz stand ein ehemaliges Bauerngehöft mit einer Bäckerei (später Glafeys Kuchengarten), gegenüber, direkt an der Ecke Chemnitzer-/Räcknitzer (ab 1876: Nöthnitzer) Straße seit 1844 ein Chausseehaus mit Schlagbaum. Nördlich direkt neben Glafeys Kuchengarten befand sich ab 1873 eine Wagenhalle der ersten Straßenbahnlinie Dresdens.
1887 wurden die Bauordnung und Bebauungspläne Plauens vom Königlich Sächsischen Innenministerium genehmigt, 1895 war die Planung des Platzes abgeschlossen. Bereits 1887 wurde das Chausseehaus, erworben durch die Gemeinde Plauen, abgerissen und durch den ersten großen Neubau des künftigen Platzes ersetzt. 1896 wurden das Freigut (zuletzt als Mosescher Freihof bezeichnet, bis 1896 auch Gemeindeamt), die anschließenden Gebäude und auch Glafeys Kuchengarten abgerissen.
Die ab 1887 angelegte Gründerzeitbebauung orientierte sich am Historismus. Es entstanden viergeschossige Wohn- und Geschäftshäuser, darunter das Gasthaus „Zum Müllerbrunnen“ an der Westseite. Unbebaut blieb die Südwestecke des Platzes, das ehemalige Krauß’sche Bauerngut blieb – in baulichen Restbeständen – erhalten und war noch bis nach 1990 eine gewerblich genutzte Fläche.
Anlässlich der sich zum 50. Mal jährenden Betriebsübernahme der Hofmühle durch die Familie Bienert wurde der Müllerbrunnen 1902 auf dem Rathausplatz aufgestellt. Er sollte an den traditionsreichen Mühlenstandort Plauen und an den Dichter Wilhelm Müller erinnern, der einige Zeit im Ort lebte. Die Bronzeplastik wurde 1942 zu Rüstungszwecken eingeschmolzen und 1986 wiederhergestellt.
Nach den Zerstörungen der Luftangriffe 1945 einerseits sowie dem durch Soldaten der Roten Armee verursachten Brand des Westendschlösschens andererseits, und der Beräumung der Ruinen blieb der Platz nach 1945 weitgehend ein Torso; die Reste des Westendschlösschens wurden eingeschossig als Ladenzeile eröffnet. Um 1965 wurde durch einen Serienbau an der Nordseite eine Baulücke geschlossen. Weitere Neubauten, die zur heute wieder vorhandenen geschlossenen Bebauung des Platzes führten, wurden erst nach 1990 in Angriff genommen. Die Eckbebauung des Platzes mit Einzelhäusern gegenüber dem Rathaus wurde durch einen Bebauungsplan nach 2000 aufgegeben und schließlich durch eine 2006 neu errichtete geschlossene Platzwand an der Südseite ersetzt. Diese war zwar um 1900 bereits vorgesehen, ist jedoch nie realisiert worden. Dieser südliche Abschluss durch einen Bauriegel wird als Altenpflegeheim genutzt und bietet im Erdgeschoss Ladenflächen.
Neben dem Müllerbrunnen selbst sind heute (Stand: Mitte des Jahres 2016) außerdem die Mietshäuser F.-C.-Weiskopf-Platz 2–4 und F.-C.-Weiskopf-Platz 9 denkmalgeschützt.

## Verkehr
Der Kfz-Verkehr nutzt im Wesentlichen die Verbindung Altplauen–F.-C.-Weiskopf-Platz–Nöthnitzer Straße mit täglich rund 8500 Kfz. Dabei liegt der Anteil des Schwerlastverkehrs bei acht bis dreizehn Prozent. Von Altplauen zur Nöthnitzer Straße fuhren dabei etwa 2900 Kraftfahrzeuge (Kfz), in der Gegenrichtung 5600 Kfz (Datenstand 2020).
Am F.-C.-Weiskopf-Platz befinden sich insgesamt vier Bussteige mit der Bezeichnung Plauen Rathaus, die von den Linien 62 (Dölzschen–Johannstadt), 63 (Löbtau–Pillnitz) und 85 (Striesen–Löbtau-Süd) der Dresdner Verkehrsbetriebe bedient werden. Die Steige Eins und Zwei befinden sich in der Chemnitzer Straße, östlich des eigentlichen Platzes, während Steig Drei und Vier auf der Südseite des Platzes gelegen sind. Die Linie 62 hält auf Grund ihrer Linienführung zweimal, in der Chemnitzer Straße und in der Straße F.-C.-Weißkopf-Platz.
Seit der Neutrassierung der Strecke nach Coschütz über die Südvorstadt und der Stilllegung des Abschnittes von Coschütz über Plauen nach Löbtau 1998 verkehren im direkten Umfeld des Platzes keine Straßenbahnen mehr. Überlegungen, erneut eine Straßenbahnverbindung aus der Innenstadt zum F.-C.-Weiskopf-Platz mit möglichen Endpunkten u. a. am Haltepunkt Plauen der Dresdner S-Bahn zu errichten, sind bisher, abgesehen von Studien, nicht vertieft geplant worden.